# Піщанський (заказник)
Пі́щанський зака́зник — гідрологічний заказник місцевого значення в Україні. Розташований у межах Шацького району Волинської області, біля села Піща.
Площа 420,5 га. Статус надано згідно з розпорядженням Волинської облвиконкому від 23.11.1979 року № 401. Перебуває у віданні Піщанської сільської ради (315,4 га) та ДП «Шацьке УДЛГ», Піщанське лісництво, кв. 17, вид. 8-10; кв. 22, вид. 2, 3, 7, 10–13, 18, 20, 21, 29, 30, 32, 67; кв. 29, вид. 34, 69–78, 80, 81, 82; кв. 37, вид. 5–7 (105,1 га)
Створений з метою збереження природного водно-болотного комплексу двох озер: Велике Піщанське озеро і Мале Піщанське озеро. На берегах — мезотрофні сфагнові болота. Зростають береза бородавчаста, верба, осока, осика.
Трапляються види, занесені до Червоної книги України — водяний горіх плаваючий, пухирник малий, росички англійська та середня.
В озерах водяться риби: лящ, короп, щука, окунь. Тут гніздяться водоплавні і навколоводні птахи та мешкають інші види фауни.
Неподалік від села розташований заказник «Березовий гай».

## Галерея

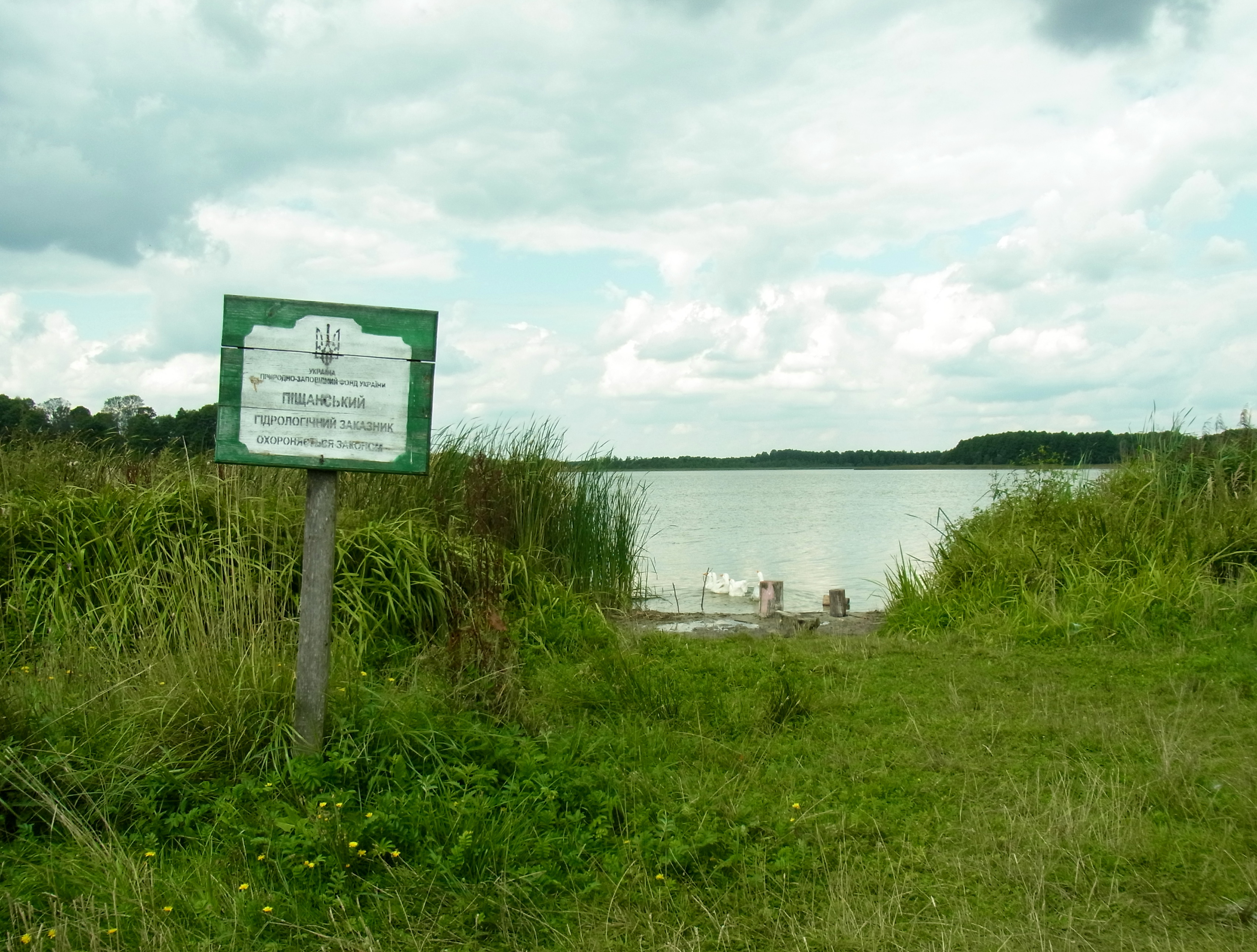
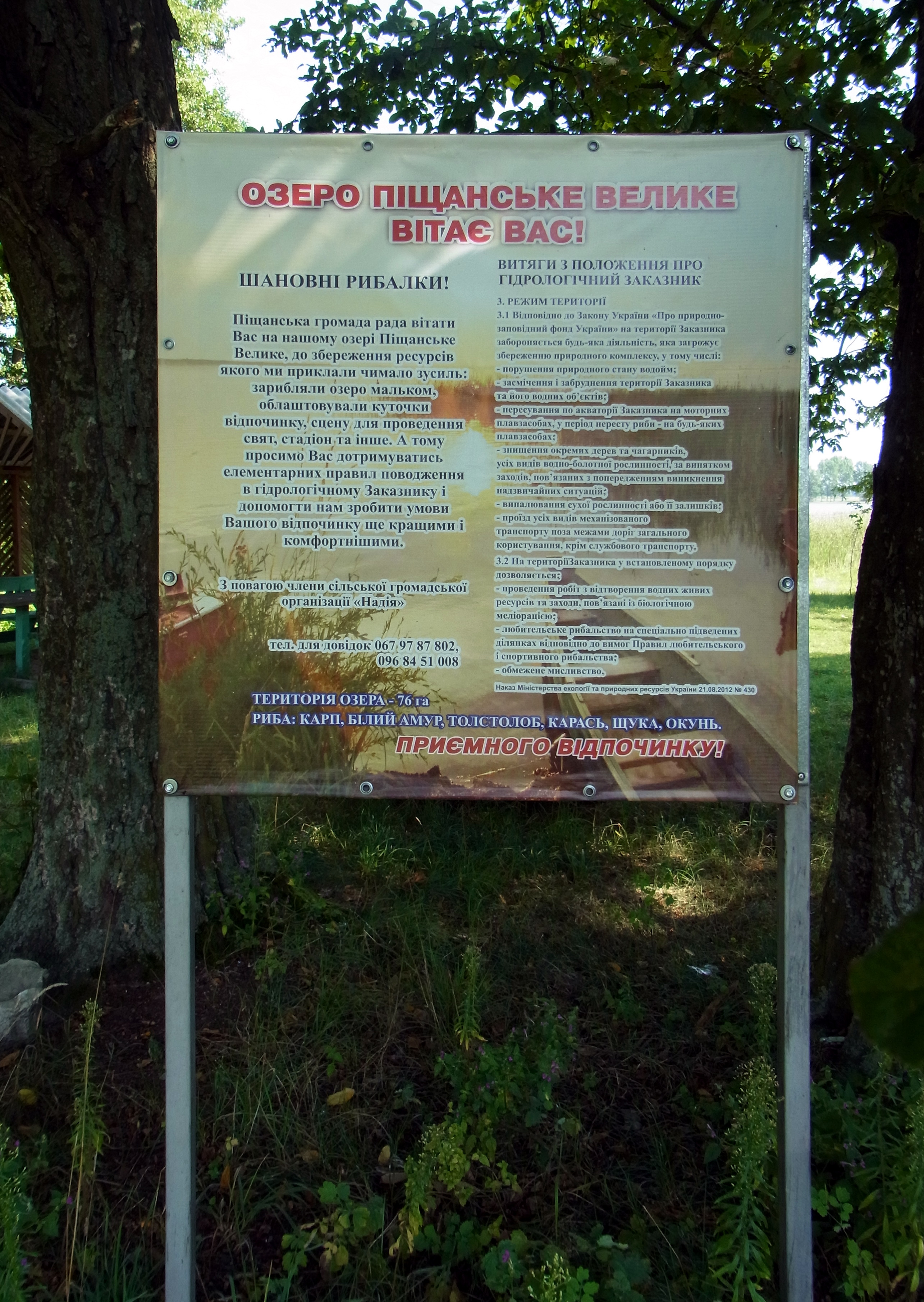
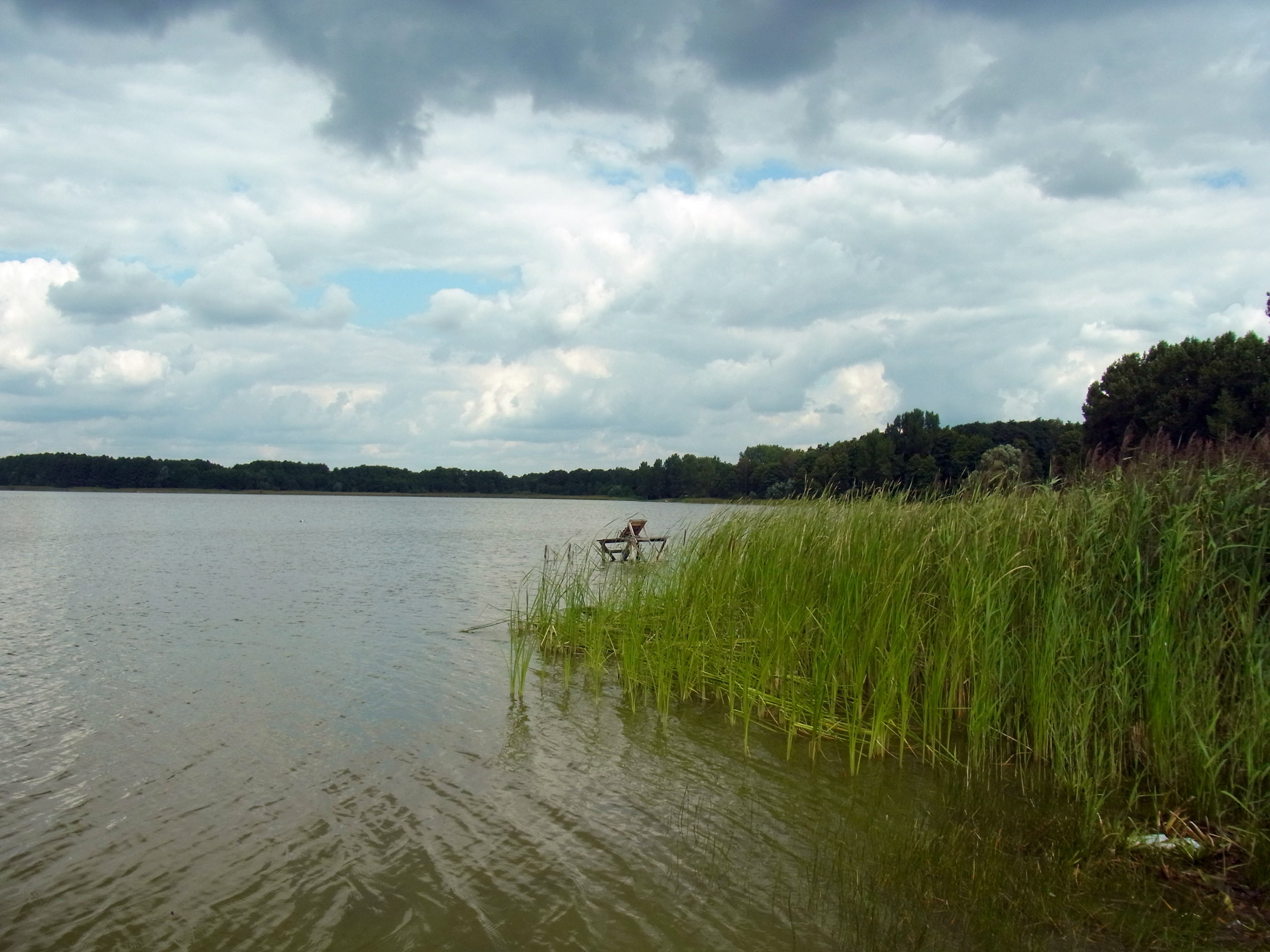
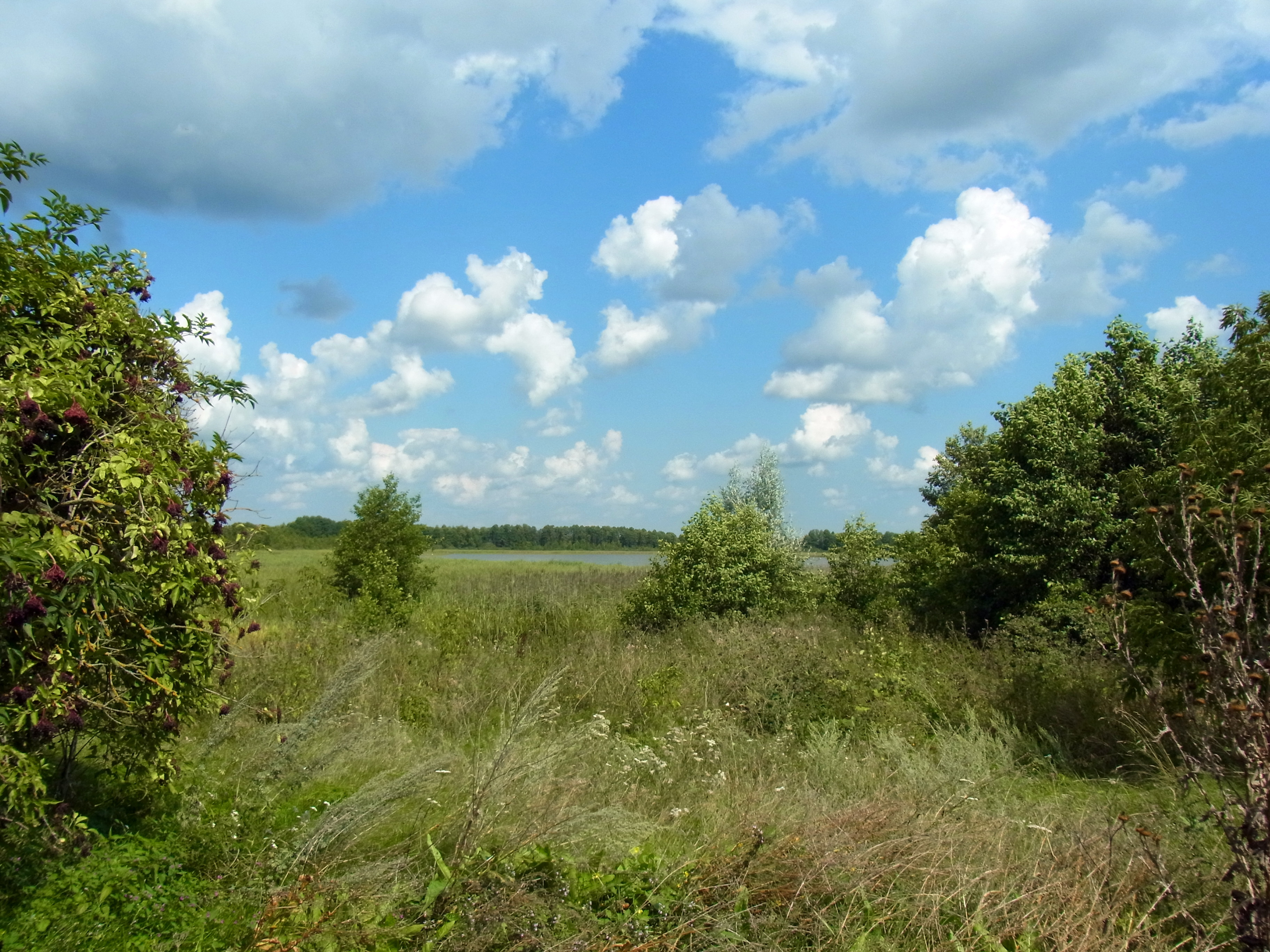
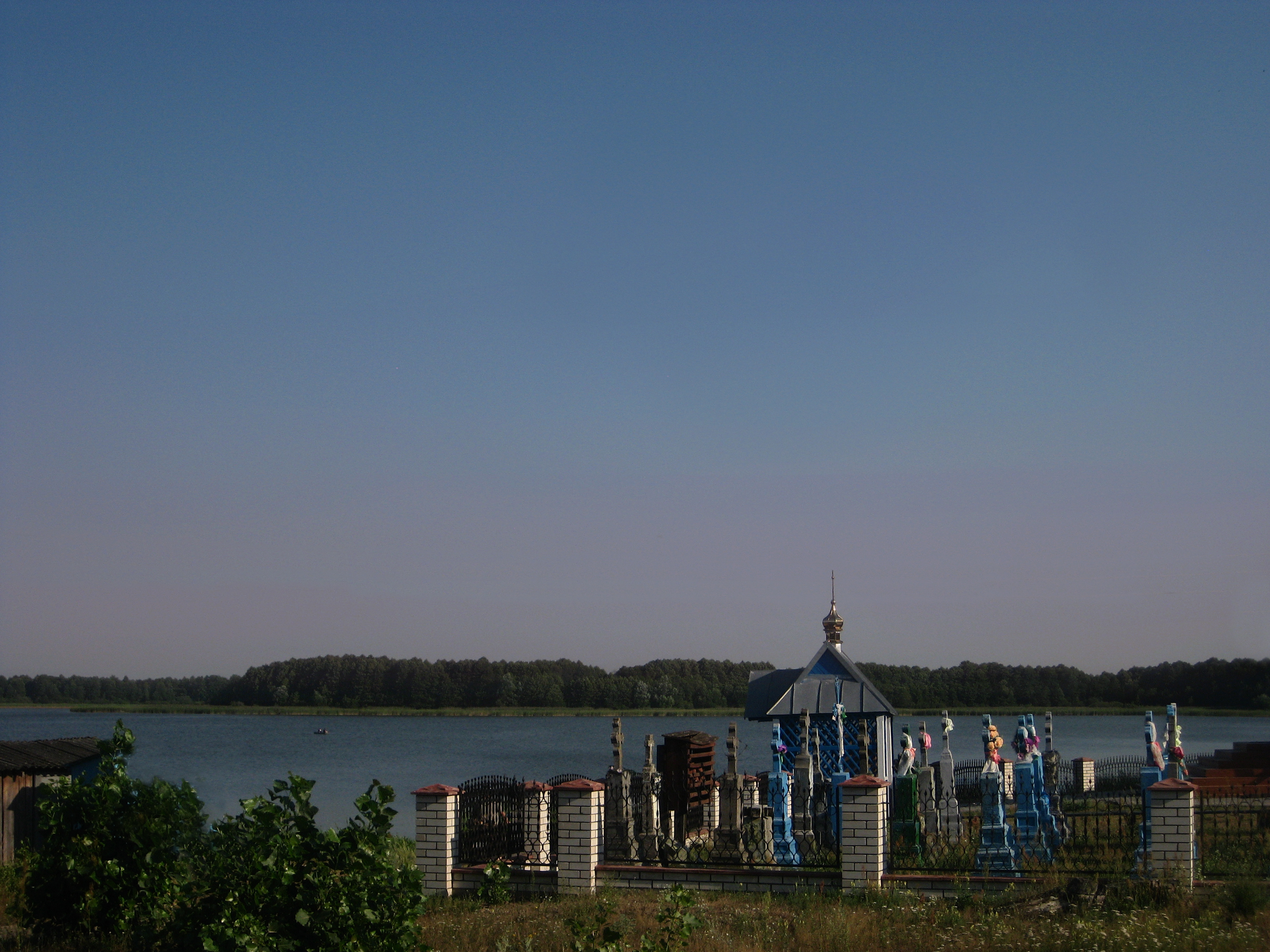
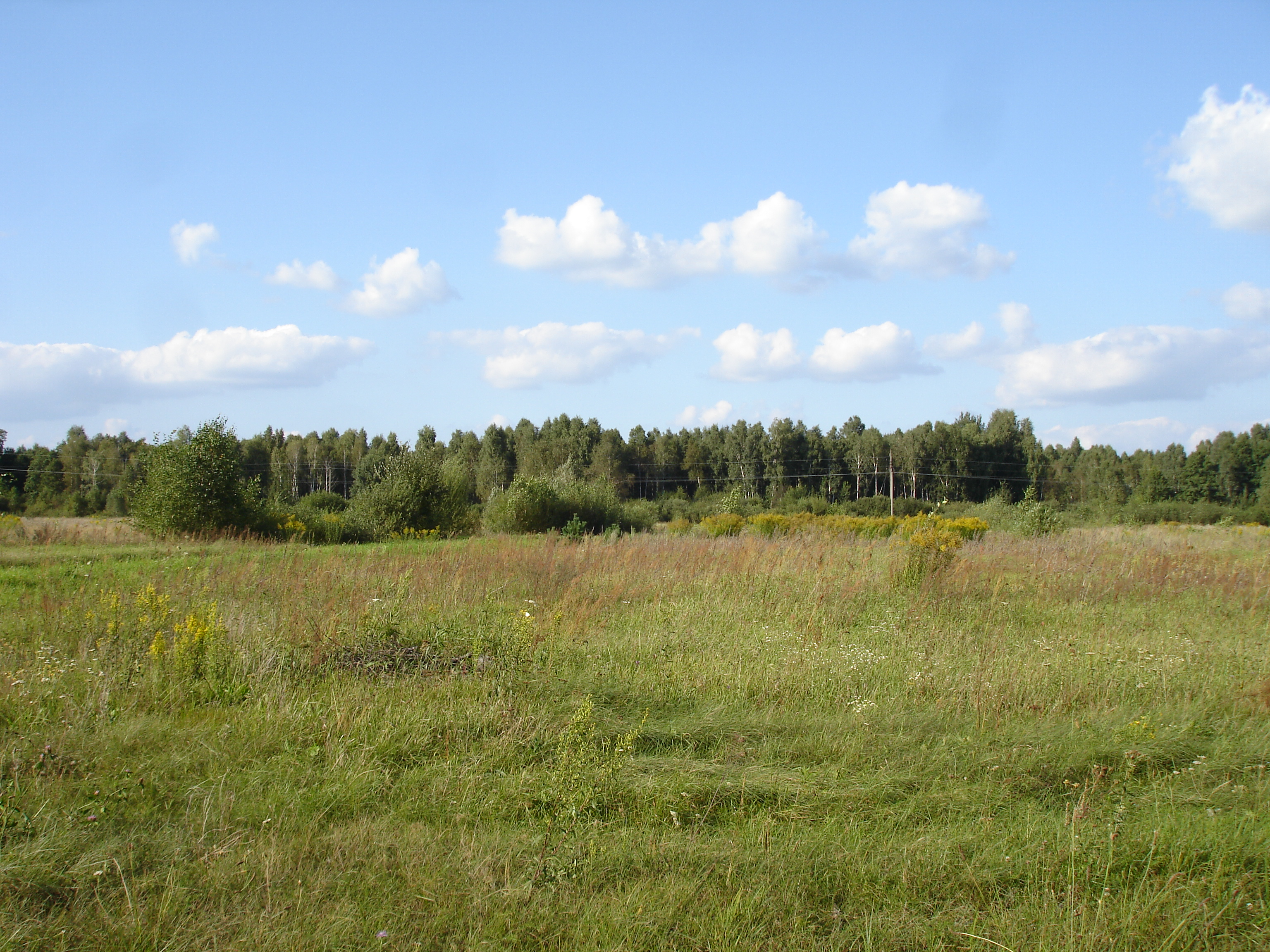
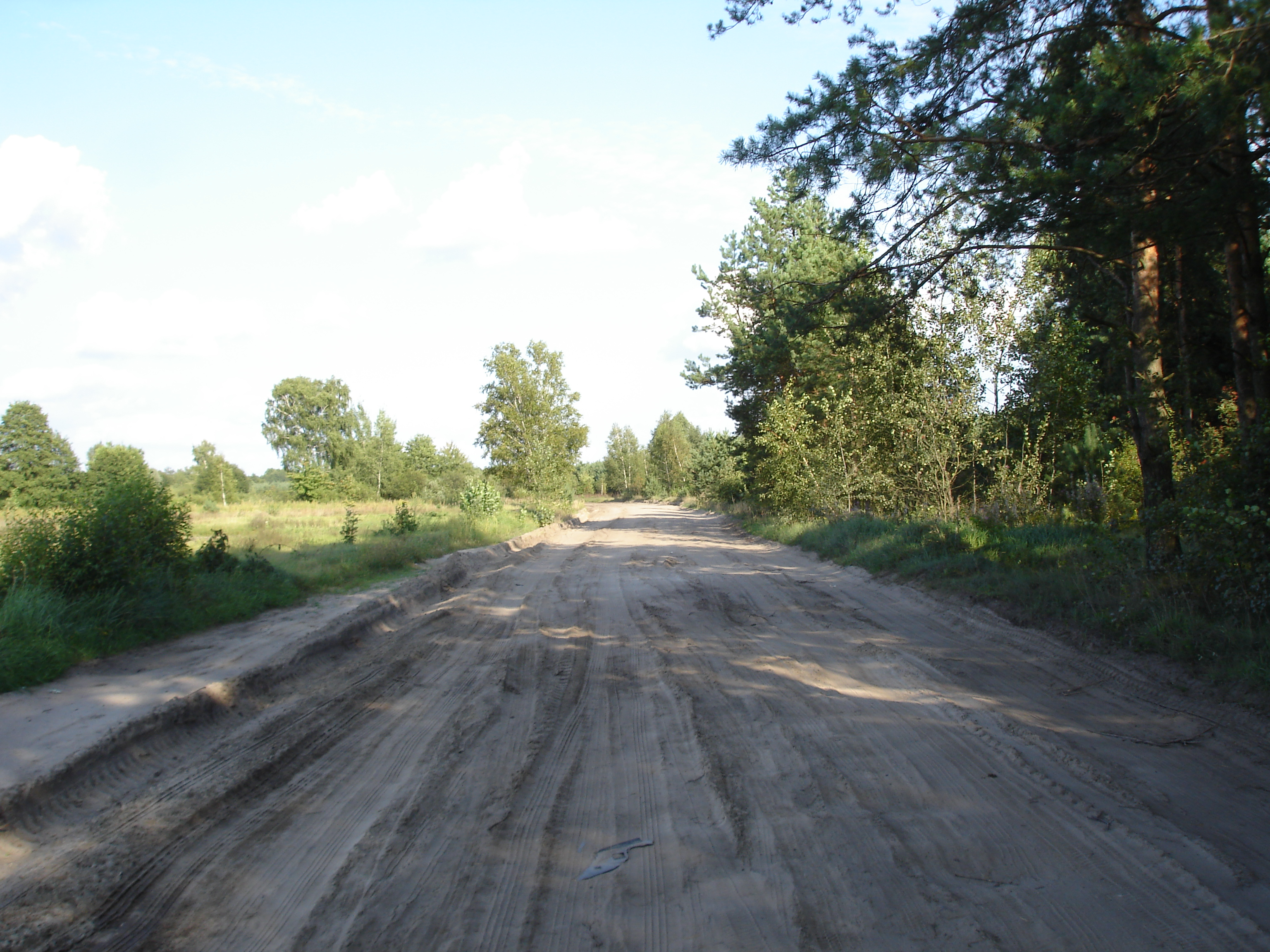